# 남원 무진정
무진정(無盡亭)은 대한민국 전북특별자치도 남원시 대강면에 있는 정자이다. 2000년 11월 17일 전라북도의 문화재자료 제164호로 지정되었다.

## 개요
이 건물은 남원윤씨죽곡파종중 윤구섭의 10대 조부인 무진(無盡)이 조선 영조 27년(1751)에 세운 정자로서 이 곳은 남원 윤씨의 선산이 자리한 곳이기도 하다.
무진은 자신의 재산으로 선산인 현 위치에 ‘무진정’을 세워 섬진강을 건너 남북으로 오가는 사람들이 쉬어 가도록 이 정자를 지었다고 한다.
정면 3칸, 측면 2칸의 팔작지붕 홑처마 건물로서 내부에는 9점의 현판이 걸려있다. 건물 테두리에는 원형 기둥을 썼으나 안쪽에는 사각 기둥을 세워 다채로움을 더했다. 건물 평면도 뒤편 마루를 조금 높게 깔아 앞 뒤의 공간을 나누었다.
세심한 부분적 변화와는 달리 정자의 전체적인 모습은 단정하다. 지금도 행락철이면 지나는 많은 사람이 이곳에 들러 쉬었다 간다.

## 참고 자료
- 무진정 - 국가유산청 국가유산포털